# (4577) Chikako
(4577) Chikako ist ein Asteroid des Hauptgürtels, der am 30. November 1988 von den japanischen Astronomen Yoshio Kushida und Masaru Inoue am Yatsugatake South Base Observatory (IAU-Code 896) entdeckt wurde.
Der Asteroid wurde nach Chikako Mihashi (* 1950) benannt, die sich viele Jahre für die Förderung der astronomischen Erziehung in Japan engagierte. Besonders lag ihr das an das Yatsugatake South Base Observatory angeschlossene Astro Village am Herzen, das dieses Ziel speziell für Kinder verfolgt.